# María Karunna
María Hill Bauche o María Karunna Hill Bauche (Ciudad de México, 14 de octubre de 1964), conocida artísticamente como María Karunna, es una cantante mexicana, hija del actor José Roberto Hill y de la cantante Margarita Bauche.

## Primeros años
Su papá tenía una compañía de teatro, su abuela Magdalena del Rivero era la productora y su padre el director, ella y su hermana Maya debutaron en la obra “Ricitos de Oro” cuando su hermana tenía 8 años y María 9; participaron en el programa “Valores Juveniles” donde quedaron entre las 24 finalistas.
Desde pequeñas, su mamá les enseñó a cantar y les daba clases de vocalización, incluso formaron con ella el grupo “América Viva”.
María y su hermana empezaron a trabajar juntas en proyectos mutuos desde los 10 años. Por las mañanas asistan a la escuela y por las tardes y fines de semana su atención estaba enfocada en los ensayos de las obras.

## Solista
En 1991 saco su primer disco como solista “Bienvenidos a la Casa”, sin abandonar el grupo Caló.

## Otros trabajos
En 2004 participó en la película Un secreto de Esperanza
En octubre de 2006 apareció en la Revista Playboy.
En 2014 participó en el programa de TV Azteca Soy tu doble.

## Vida personal y familiar
Se encuentra casada desde el 3 de marzo de 2007 con Rodolfo Castellanos. Es hija de Margarita Bauche Gómez, compositora, y de José Roberto Hill del Rivero, actor; es hermana de Maya, quien es también cantante. Es prima de la actriz Vanessa Bauche y del músico Tito Livio y sobrina del músico Tito Bauche (introductor del bossa nova en México).